# Forchheim (Baden-Württemberg)
Forchheim è un comune tedesco di 1 263 abitanti, situato nel land del Baden-Württemberg.